# Pavel I. Ruský
Pavel I. Petrovič (rusky Павел I Петрович, 20. záříjul./ 1. října 1754greg., Petrohrad – 25. říjnajul./ 6. listopadu 1801greg. tamtéž) byl ruský car z dynastie holštýnsko‑gotorpských Romanovců. Panoval v letech 1796–1801 a od roku 1798 do své smrti byl také velmistrem Maltézského řádu.
Mezi ruskými panovníky se sotva najde osobnost, která by byla tak rozdílně hodnocena svými současníky i potomky. Pro jedny představoval ztělesněné zlo, krutého, omezeného a pomstychtivého člověka. Druzí ho naopak považovali za čestného rytíře bez bázně a hany, spravedlivého a moudrého vladaře a za člověka hluboce nešťastného, jemuž se v Evropě říkalo „ruský Hamlet“.

## Mládí a nástup na trůn

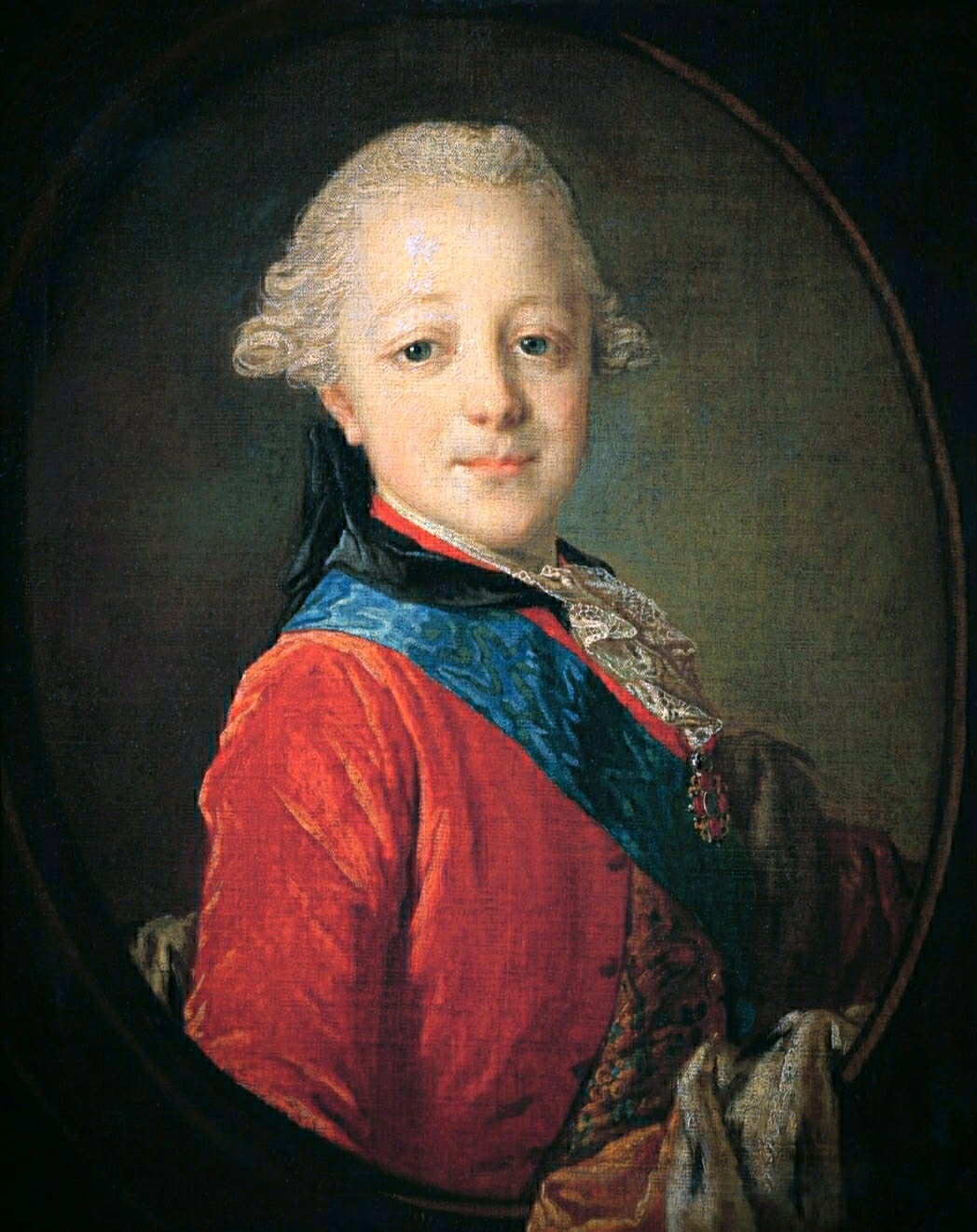
Pavel I. v dětských letech (v roce 1761) na obraze Fjodora Rokotova

Pavel I. byl synem velkokněžny Kateřiny (pozdější carevna Kateřina II. Veliká). Jeho otcem byl oficiálně carevič Petr (pozdější car Petr III.), ale historici o tom mají dodnes pochybnosti a jako skutečný otec je většinou uváděn milenec Kateřiny II. Veliké, Sergej Saltykov, spekuluje se i o budoucím polském králi Stanislavu Poniatowském. Podle legend nebyla Pavlovou matkou ani Kateřina II., která měla porodit mrtvé dítě a na příkaz carevny Alžběty Petrovny jí byl podstrčen čuchonský kojenec. Tyto legendy a pověsti o cizoložství měly podle moderních ruských historiků především zamaskovat carovraždu, proto byl zpochybňován Pavlův carský původ. Pavel přišel na svět v Letním paláci carevny Alžběty.
Hned po svém narození byl rodičům odebrán a o jeho výchovu se starala tehdy vládnoucí carevna Alžběta I. Petrovna. Dostalo se mu vynikajícího vzdělání, velmi dobře znal historii a literaturu, umění mu nebylo cizí, pěkně kreslil a dobře ovládal francouzštinu. Už v dětských letech se projevovaly některé specifické vlastnosti jeho osobnosti: nesnášel jakoukoliv nespravedlnost, bylo mu odporné tradiční ruské úplatkářství, byl štědrý, pokud mu to možnosti dovolovaly. Roku 1783 mu Kateřina darovala palác s parkem v Gatčině, který se později stal carskou rezidencí.
Jakmile se stal panovníkem, začal Pavel I. ihned rázně provádět reformy. Už v den své korunovace (dne 6. dubna 1797), jakmile získal právo podepisovat zásadní panovnické výnosy, změnil Pavel Petrovič zákon Petra I. o následnictví trůnu: od té doby bude mít právo na následnictví jen prvorozený potomek mužského pohlaví. Žena by se mohla stát panovníci jen tehdy, kdyby panovnický rod neměl potomky mužské.

## Vláda
Už na samém počátku své vlády se dvaačtyřicetiletý Pavel vymezoval proti politice své matky a negoval mnoho jejích rozhodnutí. Amnestoval mnohé lidi, kteří byli Kateřinou II. potrestáni, jako byl například Tadeusz Kościuszko a polští vlastenci, kteří se účastnili jeho povstání, básník Nikolaj Novikov nebo kritický spisovatel Alexandr Radiščev.
Za svou hlavní vnitropolitickou prioritu považoval car Pavel I. upevnění základů ruské monarchie. Ze všech sil se snažil oslabit moc gardy, která byla v 18. století vůdčí silou prakticky všech palácových převratů, s rozhodností sobě vlastní učinil pokus omezit práva šlechty (současníci nazývali tyto jeho snahy „politikou železné hole“).
Ve své zahraniční politice se po tom, co se odehrálo ve Francii 18. brumairu 7. roku republiky (9. listopadu 1799), když se Napoleon prohlásil za prvního konzula, přerušil Pavel I. vztahy s Anglií a francouzským emigrantským dvorem.
Car Pavel I. udržoval čilou korespondenci s papežem Piem VII., kterému zaslal žádost o zrušení jezuitského řádu a kterého koncem roku 1800 osobně pozval, aby přesídlil z Říma do Petrohradu.
V prosinci 1800 odeslal ruský car poselství adresované Napoleonovi, jehož výsledkem bylo „rozdělení světa mezi dona Quijota a Caesara“. Bylo uzavřeno rusko-francouzské spojenectví, předpokládající mimo jiné společné pozemní tažení do Indie, která byla oprávněně považována za největší perlu na koruně britského impéria. Na území Ruska se podle dohody měl formovat spojený rusko-francouzský expediční blok v počtu kolem 70 tisíc mužů, jehož velitelem se měl stát francouzský generál Masséna.

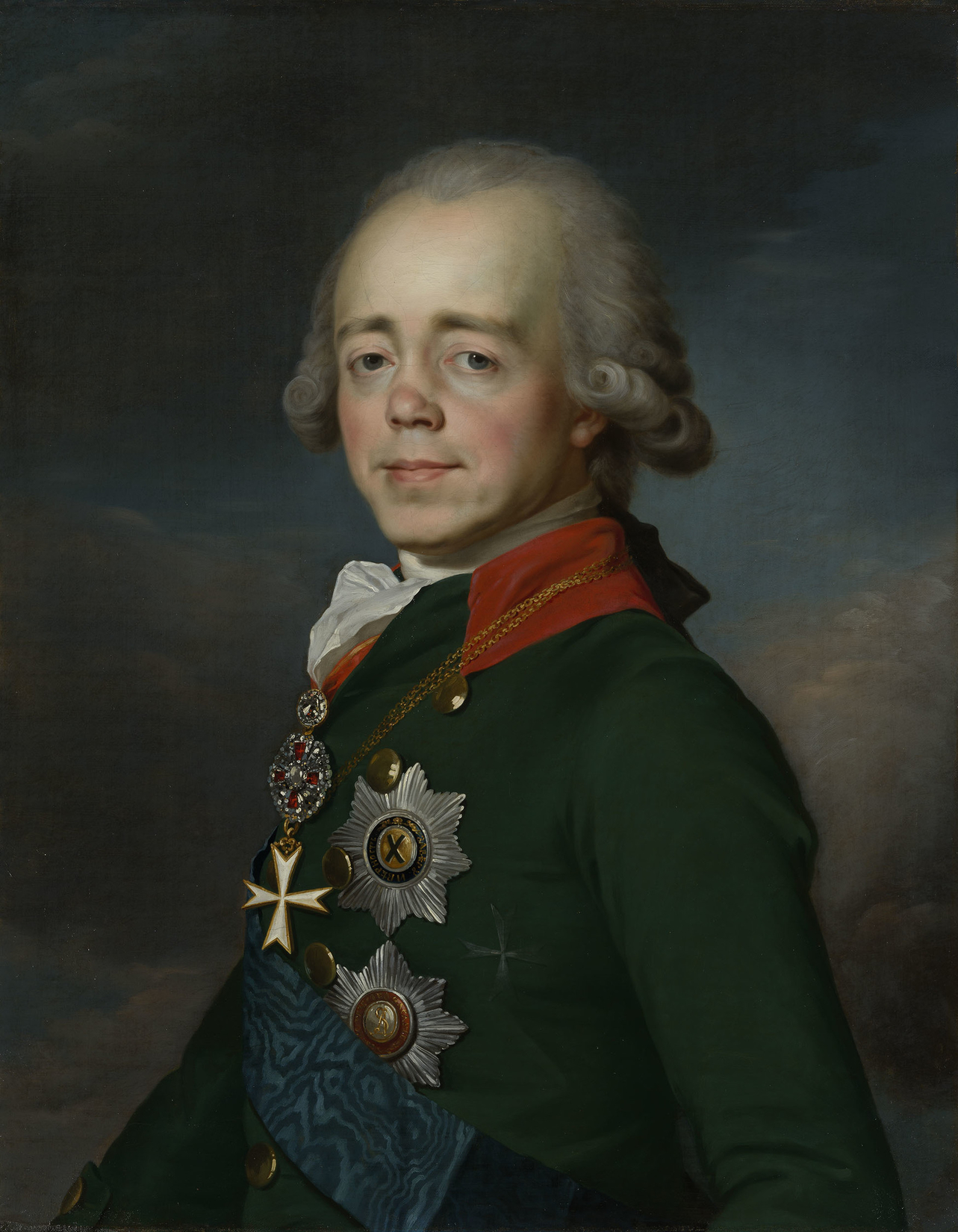
Pavel I. Ruský

Způsob carova života se jeví jako velmi asketický. Probouzel se ještě před svítáním a v šest hodin ráno už přijímal sanktpetěrburského generálního gubernátora, který mu referoval o aktuálních událostech. V devět hodin se bez ohledu na rozmary počasí car osobně zúčastnil střídání stráží, potom následovala procházka, různé vizitace a ve 13 hodin oběd. Je zajímavé, že Pavel I. začínal stolování sklenicí studené něvské vody a pak dával přednost buď hovězímu nebo párkům se zelím. Po tradiční projížďce – v bryčce nebo na koni – navštěvoval obyčejně svou ženu a potom sledoval dvorní představení; tehdy byly v módě Molièrovy nebo Racinovy komedie.
V devět hodin večer začínala večeře a kolem desáté se imperátor odebral na lože. Pavel I. projevoval v mnoha věcech střídmost. Celý rok nosil jeden plášť, do něhož se v zimě vkládala kožešina nebo jen obyčejná vatová vložka, výrazně také omezil výdaje carského dvora i svých nejbližších příbuzných.
Za Pavla I. bylo Rusko svázáno mnoha předpisy a zákazy, často až bizarními. Bylo zakázáno tančit valčík, nosit frak a kulaté klobouky, do země se nesměla dovážet zahraniční literatura ani hudebniny. Při tom všem byl car jednoznačně čestný, spravedlivý a milostivý, což dokázal již na počátku své vlády rozsáhlými amnestiemi pro polské povstalce, kteří byli uvězněni za vlády jeho matky. Rytířské vlastnosti, které mu byly vštěpovány už v dětství, měly velký vliv na jeho charakter a světový názor. Nelze se divit, že se Pavel v roce 1798 stal velmistrem rytířského řádu svatého Jana Jeruzalémského, jenž je známější pod názvem maltézský. Zajímavé na tom je, že se jednalo o rytířský řád katolické církve, avšak car byl pravoslavného vyznání a ke katolicismu nikdy nekonvertoval.

## Rodinný život

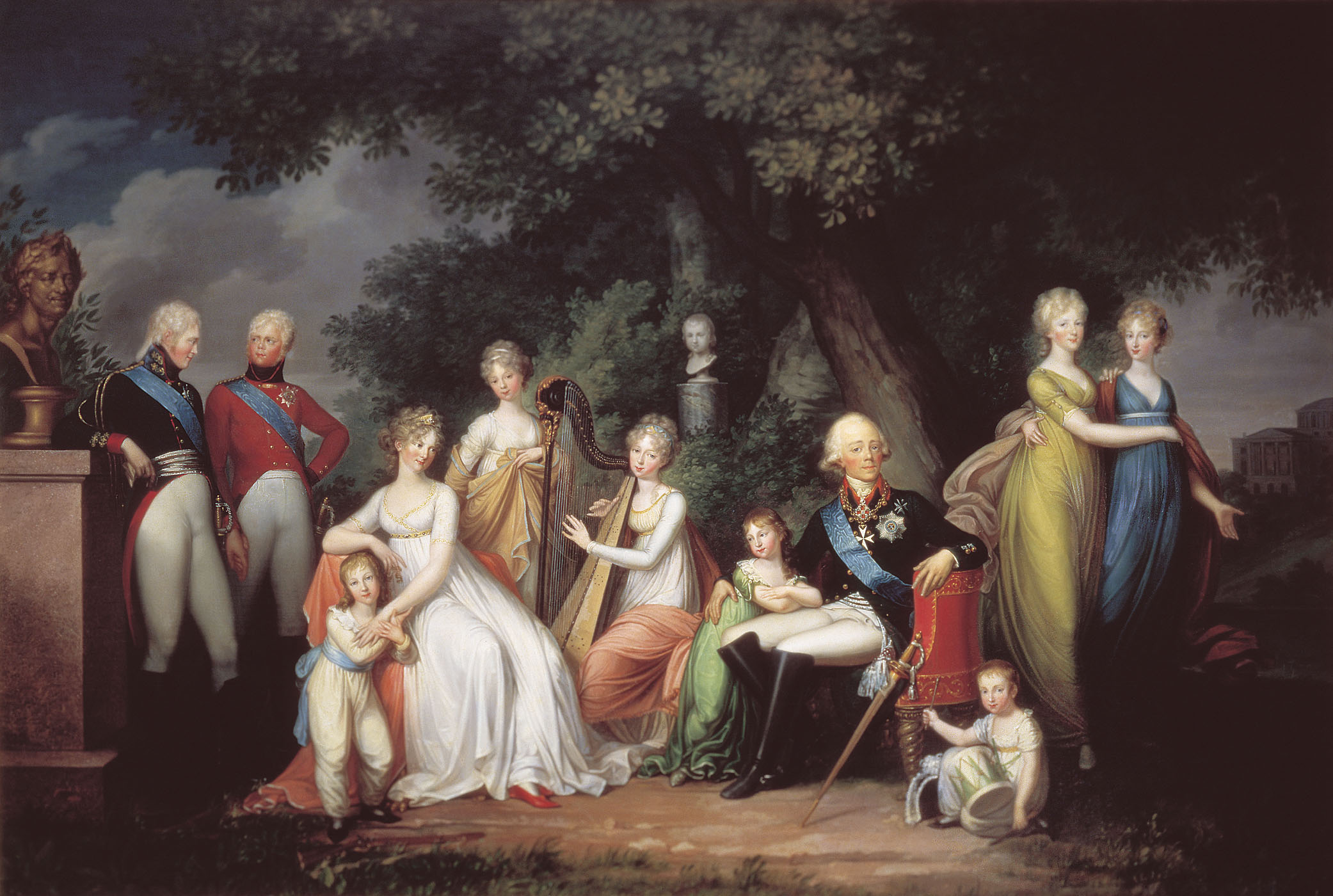
Pavel I. s rodinou

Pavel I. byl dvakrát ženat, v obou případech s německými princeznami. 
Jeho první ženou byla Vilemína Luisa Hesensko-Darmstadtská, která po svatbě (10. října 1773) přijala pravoslavnou víru a jméno Natálie Alexejevna Ruská. Zemřela při komplikovaném porodu dne 26. dubna 1776; dítě, o němž nebylo jisté, zda jeho otcem není Natáliin milenec Andrej Razumovskij, zemřelo rovněž. Pavel nesl její smrt velmi bolestně a nemohl se s ní vyrovnat; tehdy mu matka ukázala kompromitující materiály o Natálii a hraběti Razumovském. Pavel Petrovič byl tím krutě zasažen, nepřišel na pohřeb, neobjevoval se u dvora a celá tato historie silně poznamenala do budoucna jeho charakter: stal se nevyrovnaným a podezíravým (později nedůvěřoval své druhé ženě ani dětem; jak vysvitne níže, snad i právem).
Téměř vzápětí po pohřbu se pro něj začala hledat nová nevěsta, jíž se stala Žofie Dorota Württemberská (s pravoslavnou vírou přijala ruské jméno Marie Fjodorovna). Svatba se konala 7. října 1776 a z manželství vzešlo deset dětí.
- Alexandr I. Pavlovič (23. prosince 1777 – 1. prosince 1825), následník trůnu, král polský, velkokníže finský a ruský car od roku 1801 až do své smrti, ⚭ 1793 Luisa Bádenská (24. ledna 1779 – 16. května 1826)
- Konstantin Pavlovič (8. května 1779 – 27. června 1831), ruský velkokníže, cesarevič, v roce 1823 se pro nerovnorodý sňatek zřekl následnictví trůnu,
⚭ 1796 Juliana Sasko-Kobursko-Saalfeldská (23. září 1781 – 15. srpna 1860), rozvedli se v roce 1820 (žili odděleně už od roku 1801)
⚭ 1820 Johana Grudzińská (17. května 1791 – 17. listopadu 1831)
- Alexandra Pavlovna (9. srpna 1783 – 16. března 1801), ruská velkokněžna, ⚭ 1799 Josef Habsbursko-Lotrinský (9. března 1776 – 13. ledna 1847), rakouský arcivévoda a uherský palatin
- Jelena Pavlovna (24. prosince 1784 – 24. září 1803), ruská velkokněžna, ⚭ 1799 Fridrich Ludvík Meklenbursko-Zvěřínský (13. června 1778 – 29. listopadu 1819), dědičný meklenbursko-zvěřínský velkovévoda
- Marie Pavlovna (16. února 1786 – 23. června 1859), ruská velkokněžna, ⚭ 1804 Karel Fridrich Sasko-Výmarsko-Eisenašský (2. února 1783 – 8. července 1853), velkovévoda sasko-výmarsko-eisenašský
- Kateřina Pavlovna (10. května 1788 – 9. ledna 1819), ruská velkokněžna,
⚭ 1809 Jiří Oldenburský (9. května 1784 – 27. prosince 1812)
⚭ 1816 Vilém I. Württemberský (27. září 1781 – 25. června 1864), král württemberský od roku 1816 až do své smrti
- Olga Pavlovna (1792–1795)
- Anna Pavlovna (18. ledna 1795 – 1. března 1865), ruská velkokněžna, ⚭ 1816 Vilém II. Nizozemský (6. prosince 1792 – 17. března 1849), lucemburský velkovévoda, limburský vévoda a nizozemský král od roku 1840 až do své smrti
- Mikuláš I. (6. července 1796 – 2. března 1855), velkokníže finský, poslední polský král a ruský car od roku 1825 až do své smrti, ⚭ 1817 Šarlota Pruská (13. července 1798 – 1. listopadu 1860)
- Michail Pavlovič (8. února 1798 – 9. září 1849), ruský velkokníže, ⚭ 1824 Šarlota Württemberská (9. ledna 1807 – 2. února 1873)

## Smrt
V noci z 11. na 12. března (23.–24. března gregoriánského kalendáře) 1801 byl Pavel zavražděn spiklenci ve své právě dokončené rezidenci, v Michajlovském zámku, postaveném právě na tom místě, kde kdysi stál Letní palác Alžběty Petrovny (v němž se car narodil). O spiknutí, kterého se účastnili carovi nepřátelé, není známo příliš mnoho. K jeho vůdcům patřil generál L. L. Bennigsen, petěrburský vojenský gubernátor P. A. Palen, kníže Platon Zubov (druhý milenec Pavlovy matky Kateřiny Veliké) a gardoví důstojníci.
V noci pronikli spiklenci do paláce ze dvou stran, vyrazili dveře a vtrhli do carovy ložnice. Pavel I. byl pravděpodobně zardoušen, stejně jako jeho otec Petr III. Ráno 12. března 1801 se Rusko probudilo už pod vládou nového cara Alexandra I., který převrat patrně přímo neorganizoval, ale o přípravách zřejmě věděl. Až do roku 1917 byla v Rusku oficiálně uváděna verze, že car podlehl náhlému záchvatu mrtvice.

## Vývod z předků
|                |                                        |  |                             |                                         |  |  |  |  |  |  |  | Kristián Albrecht Holštýnsko-Gottorpský |
|                |                                        |  |                             |                                         |  |  |  |  |  |  |  |                                         |
|                | Fridrich IV. Holštýnsko-Gottorpský     |  |                             |                                         |  |  |  |  |  |  |  |                                         |
|                |                                        |  |                             |                                         |  |  |  |  |  |  |  |                                         |
|                |                                        |  |                             | Frederika Amálie Dánská                 |  |  |  |  |  |  |  |                                         |
|                |                                        |  |                             |                                         |  |  |  |  |  |  |  |                                         |
|                | Karel Fridrich Holštýnsko-Gottorpský   |  |                             |                                         |  |  |  |  |  |  |  |                                         |
|                |                                        |  |                             |                                         |  |  |  |  |  |  |  |                                         |
|                |                                        |  |                             | Karel XI. Švédský                       |  |  |  |  |  |  |  |                                         |
|                |                                        |  |                             |                                         |  |  |  |  |  |  |  |                                         |
|                | Hedvika Žofie Švédská                  |  |                             |                                         |  |  |  |  |  |  |  |                                         |
|                |                                        |  |                             |                                         |  |  |  |  |  |  |  |                                         |
|                |                                        |  |                             | Ulrika Eleonora Dánská                  |  |  |  |  |  |  |  |                                         |
|                |                                        |  |                             |                                         |  |  |  |  |  |  |  |                                         |
|                | Petr III. Ruský                        |  |                             |                                         |  |  |  |  |  |  |  |                                         |
|                |                                        |  |                             |                                         |  |  |  |  |  |  |  |                                         |
|                |                                        |  |                             | Alexej I. Ruský                         |  |  |  |  |  |  |  |                                         |
|                |                                        |  |                             |                                         |  |  |  |  |  |  |  |                                         |
|                | Petr I. Veliký                         |  |                             |                                         |  |  |  |  |  |  |  |                                         |
|                |                                        |  |                             |                                         |  |  |  |  |  |  |  |                                         |
|                |                                        |  |                             | Natalja Kirillovna Naryškinová          |  |  |  |  |  |  |  |                                         |
|                |                                        |  |                             |                                         |  |  |  |  |  |  |  |                                         |
|                | Anna Petrovna                          |  |                             |                                         |  |  |  |  |  |  |  |                                         |
|                |                                        |  |                             |                                         |  |  |  |  |  |  |  |                                         |
|                |                                        |  |                             | Samuel Skowroński                       |  |  |  |  |  |  |  |                                         |
|                |                                        |  |                             |                                         |  |  |  |  |  |  |  |                                         |
|                | Kateřina I. Ruská                      |  |                             |                                         |  |  |  |  |  |  |  |                                         |
|                |                                        |  |                             |                                         |  |  |  |  |  |  |  |                                         |
|                |                                        |  |                             | Dorothea Skowrońská                     |  |  |  |  |  |  |  |                                         |
|                |                                        |  |                             |                                         |  |  |  |  |  |  |  |                                         |
| Pavel I. Ruský |                                        |  |                             |                                         |  |  |  |  |  |  |  |                                         |
|                |                                        |  |                             |                                         |  |  |  |  |  |  |  |                                         |
|                |                                        |  | Jan VI. Anhaltsko-Zerbstský |                                         |  |  |  |  |  |  |  |                                         |
|                |                                        |  |                             |                                         |  |  |  |  |  |  |  |                                         |
|                | Jan Ludvík I. Anhaltsko-Dornburský     |  |                             |                                         |  |  |  |  |  |  |  |                                         |
|                |                                        |  |                             |                                         |  |  |  |  |  |  |  |                                         |
|                |                                        |  |                             | Žofie Augusta Holštýnsko-Gottorpská     |  |  |  |  |  |  |  |                                         |
|                |                                        |  |                             |                                         |  |  |  |  |  |  |  |                                         |
|                | Kristián August Anhaltsko-Zerbstský    |  |                             |                                         |  |  |  |  |  |  |  |                                         |
|                |                                        |  |                             |                                         |  |  |  |  |  |  |  |                                         |
|                |                                        |  |                             | Jiří Volrath z Zeutschu                 |  |  |  |  |  |  |  |                                         |
|                |                                        |  |                             |                                         |  |  |  |  |  |  |  |                                         |
|                | Kristýna von Zeutsch                   |  |                             |                                         |  |  |  |  |  |  |  |                                         |
|                |                                        |  |                             |                                         |  |  |  |  |  |  |  |                                         |
|                |                                        |  |                             | Kristýna z Weissenbachu                 |  |  |  |  |  |  |  |                                         |
|                |                                        |  |                             |                                         |  |  |  |  |  |  |  |                                         |
|                | Kateřina II. Veliká                    |  |                             |                                         |  |  |  |  |  |  |  |                                         |
|                |                                        |  |                             |                                         |  |  |  |  |  |  |  |                                         |
|                |                                        |  |                             | Kristián Albrecht Holštýnsko-Gottorpský |  |  |  |  |  |  |  |                                         |
|                |                                        |  |                             |                                         |  |  |  |  |  |  |  |                                         |
|                | Kristián August Holštýnsko-Gottorpský  |  |                             |                                         |  |  |  |  |  |  |  |                                         |
|                |                                        |  |                             |                                         |  |  |  |  |  |  |  |                                         |
|                |                                        |  |                             | Frederika Amálie Dánská                 |  |  |  |  |  |  |  |                                         |
|                |                                        |  |                             |                                         |  |  |  |  |  |  |  |                                         |
|                | Johana Alžběta Holštýnsko-Gottorpská   |  |                             |                                         |  |  |  |  |  |  |  |                                         |
|                |                                        |  |                             |                                         |  |  |  |  |  |  |  |                                         |
|                |                                        |  |                             | Fridrich VII. Bádensko-Durlašský        |  |  |  |  |  |  |  |                                         |
|                |                                        |  |                             |                                         |  |  |  |  |  |  |  |                                         |
|                | Albertina Frederika Bádensko-Durlašská |  |                             |                                         |  |  |  |  |  |  |  |                                         |
|                |                                        |  |                             |                                         |  |  |  |  |  |  |  |                                         |
|                |                                        |  |                             | Augusta Marie Holštýnsko-Gottorpská     |  |  |  |  |  |  |  |                                         |
|                |                                        |  |                             |                                         |  |  |  |  |  |  |  |                                         |